# Antonio Isidoro Rusca
Antonio Isidoro Rusca (Mendrisio, 6 aprile 1757 – Mendrisio, 1846) è stato un politico e avvocato svizzero (ticinese).

## Biografia
Proveniente dalla nobile famiglia Rusca, esercitò la professione di avvocato e di notaio dal 1780 al 1844 nella sua città natale. Nel 1798 fu inviato a Milano come segretario della commissione incaricata di negoziare l'annessione di Mendrisio alla Repubblica Cisalpina. Nel 1799 divenne presidente del tribunale distrettuale di Mendrisio, nel 1801 delegato alla Dieta cantonale e a quella elvetica.
Fu deputato al Gran Consiglio ticinese per tre mandati (1803-1808, 1813-1821 e 1839-1844), esercitò nel tribunale cantonale (1803-1811, 1813-1827 e 1830-1839) e nel tribunale amministrativo (1806-1807 e 1813-1814). Fu anche rappresentante del Canton Ticino alla dieta federale di Zurigo dal 1813 al 1815.